# فیات ۶۰۰

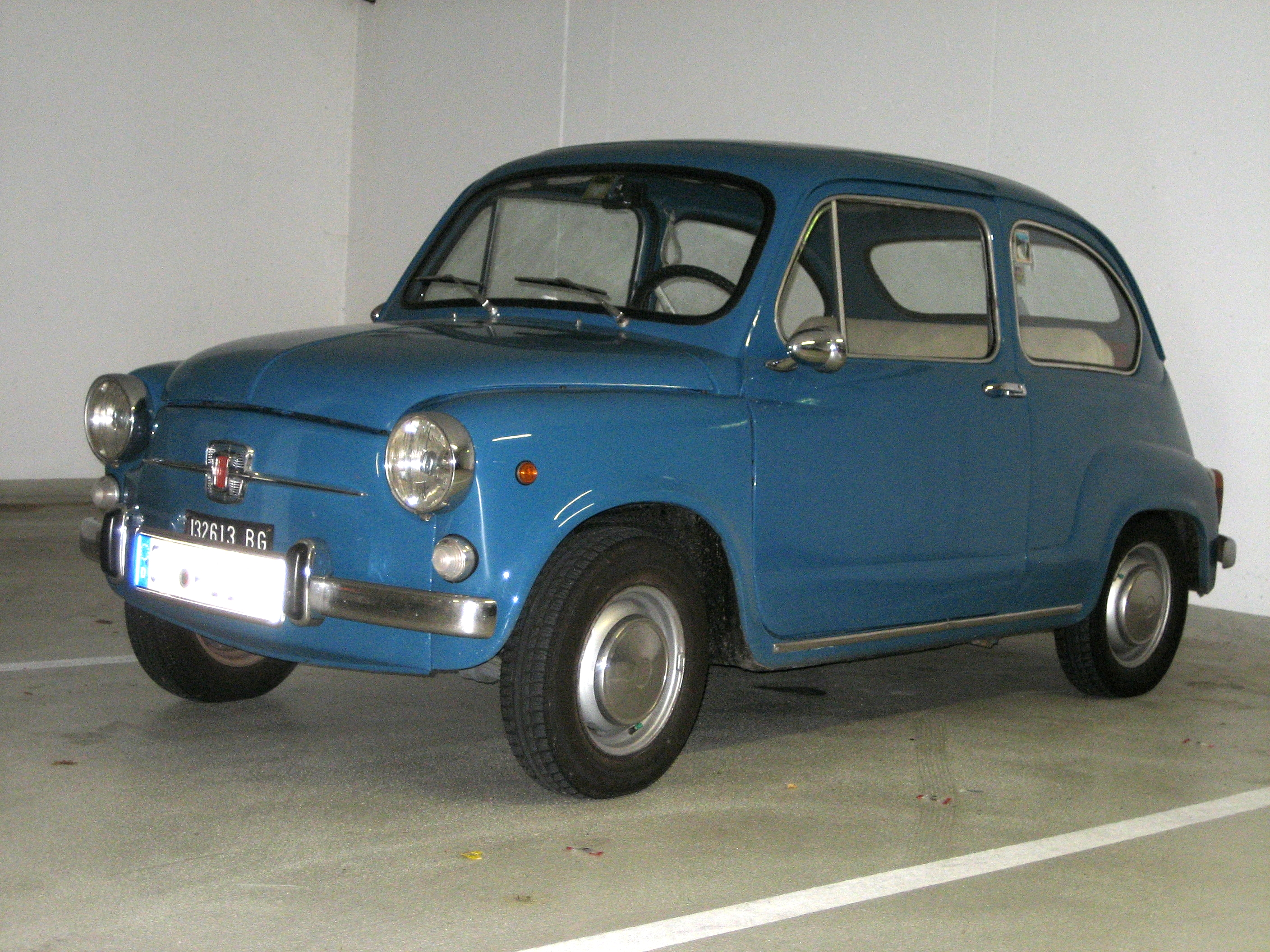

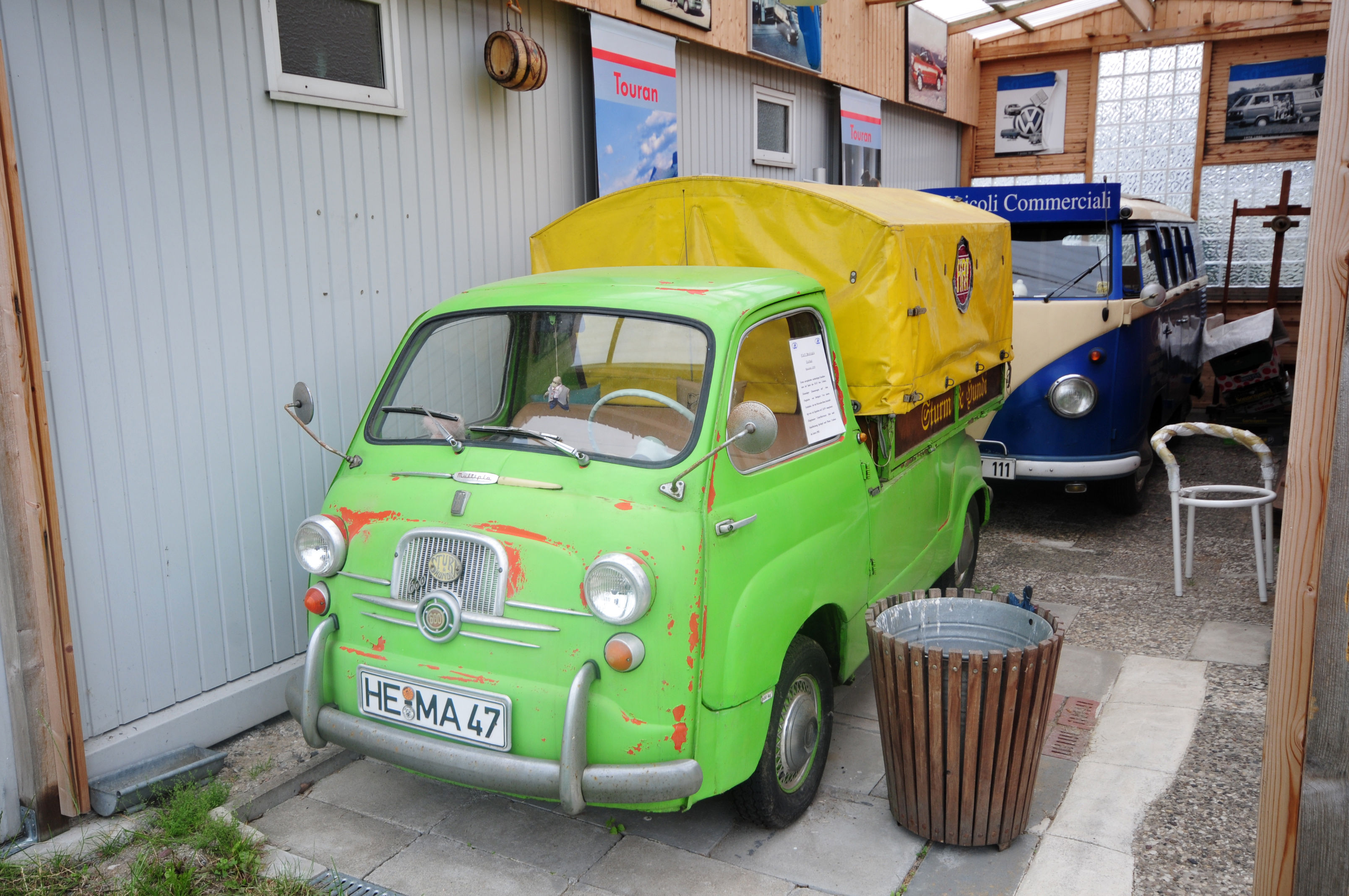
Fiat Multipla

فیات ۶۰۰ (Fiat 600) خودرویی است که در سال‌های ۱۹۵۵ تا ۱۹۶۹تولید شده‌است.
این خودرو در کلاس خودرو شهری قرار گرفته، طراحی آن خودروهای موتور عقب-محور عقب بوده طول آن در حالت طبیعی ۳٬۲۱۵ میلیمتر (۱۲۶٫۶ اینچ)، عرض آن در حالت طبیعی ۱٬۳۸۰ میلیمتر (۵۴ اینچ) و ارتفاع آن در حالت طبیعی ۱٬۴۰۵ میلیمتر (۵۵٫۳ اینچ) است.